# Halijafy Verlag
Der Halijafy Verlag war einer der führenden unabhängigen Buchverlage in Belarus. Programmschwerpunkte waren zeitgenössische belarussische Belletristik sowie Kinderbücher in belarussischer Sprache und Kunstbände. Bei Haliafy erschienen belarussische Autoren wie Alherd Bacharewitsch, Volha Hapeyeva und Waljanzin Akudowitsch.

## Verlagsgeschichte
Der Halijafy Verlag wurde 2007 von Smizer Wischnjou und Michas Bashura gegründet. Der Verlag knüpfte an die postmoderne kreative Avantgardebewegung Bum-Bam-Lit an. Diese Künstlergruppe, in der auch Vishnioŭ und Bashura aktiv gewesen waren, gilt als eines der bedeutendsten Phänomene in der belarussischen Literatur der 1990er Jahre.
Bei Halijafy erschienene Bücher wurden in Belarus mehrfach mit nichtstaatlichen Literaturpreisen ausgezeichnet und zum „Buch des Jahres“ gewählt. Der 2014 von Halijafy eröffnete gleichnamige Buchladen in Minsk musste nach einigen Monaten wieder geschlossen werden. Im „systematische[n] Feldzug“ des Lukaschenka-Regimes gegen unabhängige Verlage wurde auch die Arbeit des Halijafy Verlags ab 2020 immer stärker erschwert, und im April 2022 wurde der Verlag zwangsliquidiert. Wischnjou ging ins Exil nach Berlin, da ihm in Belarus wegen seiner publizistischen Tätigkeit eine Haftstrafe droht.

## Name und Logo
Name und Logo des Halijafy Verlag gingen auf die „afrikanistischen“ Ideen von Bum-Bam-Lit zurück. Laut Waljanzin Akudowitschs fantastischer Programmatik Афрыка – радзіма тазікаў, або Я хачу ў Бум-Бам-Літ (deutsch: Afrika – die Heimat der Becken, oder ich will Bum-Bam-Lit) ist Afrika der „Geburtsort von Bum-Bam-Lit“. Der Verlagsname Halijafy (deutsch: Goliath) bezieht sich auf den Goliathkäfer (Goliathus), der in West- und Zentralafrika heimisch ist.